# Comuna de Wieluń
Wieluń (polaco: Gmina Wieluń) é uma gminy (comuna) na Polónia, na voivodia de Lodz e no condado de Wieluński.
De acordo com os censos de 2004, a comuna tem 32 969 habitantes, com uma densidade 251,3 hab/km².

## Área
Estende-se por uma área de 131,2 km², incluindo:
- área agricola: 74%
- área florestal: 14%

## Demografia
Dados de 30 de Junho 2004:
|                      | Total   | Total | Mulheres | Mulheres | Homens  | Homens |
| -------------------- | ------- | ----- | -------- | -------- | ------- | ------ |
|                      | pessoas | %     | pessoas  | %        | pessoas | %      |
| População            | 32 969  | 100   | 17 244   | 52,3     | 15 725  | 47,7   |
| Densidade (pop./km²) | 251,3   | 100   | 131,4    | 131,4    | 119,9   | 119,9  |

De acordo com dados de 2002, o rendimento médio per capita ascendia a 1181,25 zł.

## Subdivisões
- Bieniądzice, Borowiec, Dąbrowa, Gaszyn, Jodłowiec, Kadłub, Kurów, Małyszyn, Masłowice, Niedzielsko, Nowy Świat, Olewin, Ruda, Rychłowice, Sieniec, Srebrnica, Starzenice, Turów, Urbanice, Widoradz.

## Comunas vizinhas
- Biała, Czarnożyły, Mokrsko, Osjaków, Ostrówek, Pątnów, Skomlin, Wierzchlas